# Maruti Esteem

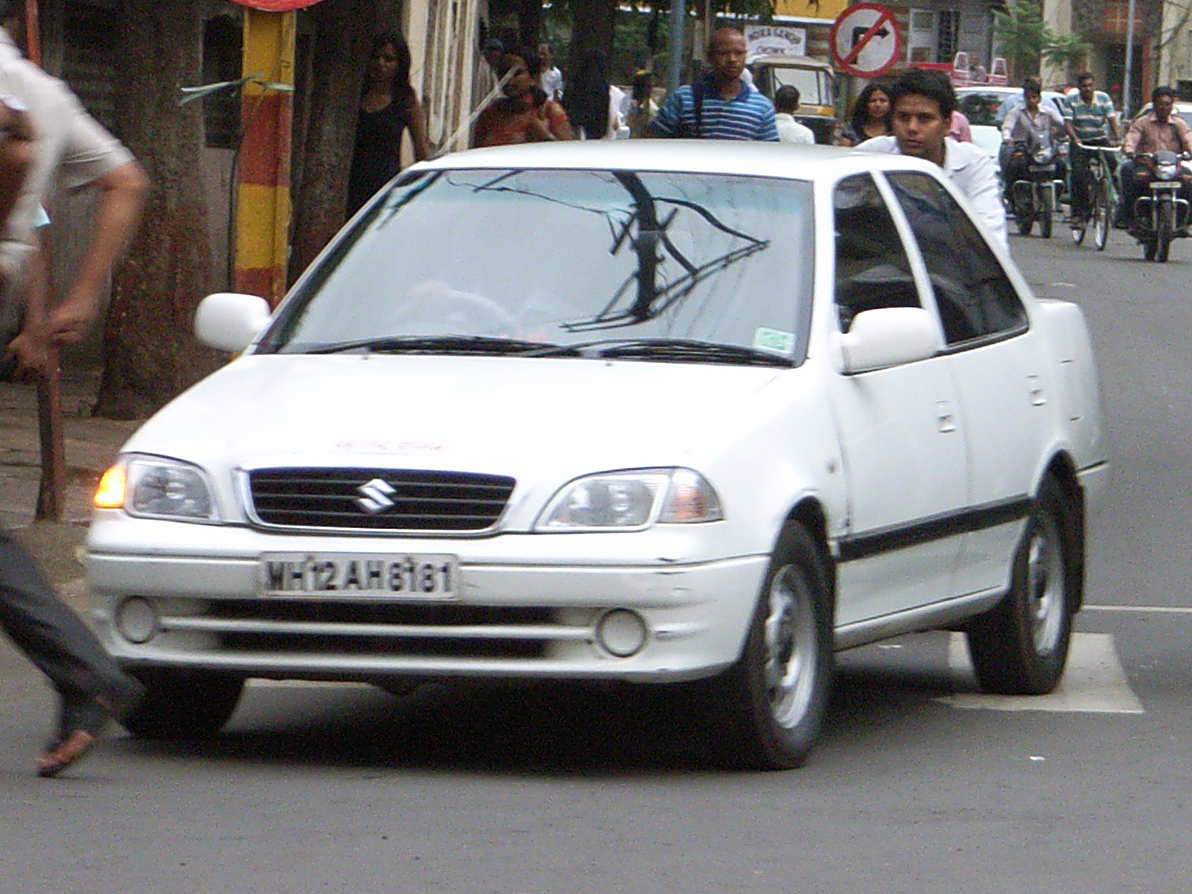
2004–2007 Maruti Esteem

Der Maruti Esteem basiert auf dem Suzuki Cultus und ist das Nachfolgemodell des Maruti 1000. Erhältlich ist der Maruti Esteem mit einem 1,3-l-(1298 cm³)-Benzinmotor zum Preis von etwa 420.000 Indischen Rupien (etwa 7600 Euro) oder mit einem 1,5-l-(1527 cm³)-Dieselmotor zum Preis von etwa 520.000 Indischen Rupien (etwa 9400 Euro). Der Maruti Esteem wird in  fünf verschiedenen Versionen angeboten. Der Benzinmotor leistet 63,4 kW und erreicht ein Drehmoment von 105 Nm bei einer Drehzahl von 6000/min. Er verbraucht 5 l Benzin auf 100 km. Der Dieselmotor basiert auf einem Modell von Peugeot und leistet 42,5 kW mit dem Drehmoment 96 Nm bei einer Drehzahl von 2500/min.